# Rasmus Stoklund
Rasmus Stoklund Holm-Nielsen (født 17. marts 1984) er en dansk politiker og nuværende skatteminister. Stoklund blev valgt til Folketinget for Socialdemokratiet ved Folketingsvalget 2019. Frem til sit valg til Folketinget arbejdede han som Erhvervspolitisk chef for Dansk Metal.

## Baggrund
Rasmus Stoklund Holm-Nielsen blev født den 17. marts 1984 som søn af pedel Søren Holm-Nielsen og frisør Marianne Ravnsgaard Stoklund. Han er uddannet cand.scient.pol. fra Københavns Universitet i 2012. Han er opvokset i Fredericia.

## Politisk karriere
Stoklund var som ung i en kort periode medlem af Socialistisk Folkeparti. Senere var han som statskundskabsstuderende i læsegruppe med den senere socialdemokratiske erhvervsminister Simon Kollerup, der opfordrede ham til at melde sig ind i i den socialdemokratiske studenterforening Frit Forum. Stoklunds virke startede for alvor, da han i 2008 selv blev valgt til bestyrelsen i Frit Forum i København og i 2010-2012 var formand, en post han overtog fra Simon Kollerup.
I 2016 blev Stoklund valgt som folketingskandidat for Socialdemokratiet i Frederikssundkredsen.
Rasmus Stoklund blev den 5. juni 2019 valgt til Folketinget for Socialdemokratiet i Nordsjællands Storkreds som nummer to på den socialdemokratiske liste med 4.541 stemmer. Rasmus Stoklund overtog posten som politisk ordfører for Socialdemokratiet fra Christian Rabjerg Madsen, der i maj 2022 blev udnævnt til indenrigs- og boligminister, efter en lille regeringsrokade, som følge af Nick Hækkerups udtræden af dansk politik. Stoklund er tidligere medlem af i Indfødsrets-, Integrations-, og Udlændingeudvalget som ordfører fra Socialdemokratiet.

## Publikationer
Rasmus Stoklund har aktivt bidraget til den socialdemokratiske idédebat med bogudgivelserne Til Blå Bjarne og Farvel til nullerne.

### Farvel til nullerne
I 2011 bidrog Rasmus Stoklund til Farvel til nullerne, en debatbog udgivet af Frit Forum København.
Om baggrunden for udgivelsen står der:
"Med regeringsmagten følger ministerier, der i bedste Yes, Minister-stil udvikler politik og hjælper den nye regering på vej. Imidlertid har Socialdemokraterne fortsat brug for langsigtede og visionær politikudvikling. Med denne bog ønsker Frit Forum København at tage del i debatten om, hvad det er for et samfund, Socialdemokratiet skal stræbe efter at stå i spidsen for. Bogen er skrevet som en antologi, men vores fælles formål har været at reflektere over, hvordan Socialdemokratiet også i fremtiden bliver det parti, der anviser de bedste løsninger for Danmark."
Bogen har forord af Mogens Lykketoft, der også selv har været formand for Frit Forum.

### Til Blå Bjarne
I 2016 udgav Rasmus Stoklund debatbogen Til Blå Bjarne – en debatbog om Socialdemokratiet, globaliseringen og fremtiden.
På bogens bagside kan man bl.a. læse:
"(...) ifølge Rasmus bliver Socialdemokratiet kun det vigtigste danske parti i det 21. århundrede, hvis man formår at drage omsorg for danskernes hverdag, tryghedsfølelse og fremtidsdrømme. Rasmus mener samtidig, at Socialdemokratiet skal fastholde, at Danmark er et af de lande i verden, som har vundet mest på globaliseringen – og de socialdemokratiske svar på de udfordringer, globaliseringen medfører, skal i modsætning til den globaliseringsangst, Dansk Folkeparti tilbyder, have fokus på fremtidens arbejdspladser, uddannelse og en stram udlændingepolitik."

### Ingen over Domstolen
I 2024 udgav Rasmus Stoklund debatbogen Ingen over Domstolen - Hvordan Den Europæiske Menneskerettighedsdomstol har taget magten fra de europæsike demokratier og sat sin legitimitet over styr.
På bogens bagside kan man læse:
"Danmark kan ikke slippe af med udlændinge, der har begået alvorlige forbrydelser mod danskere. Og det er ikke konventionernes skyld. Ansvaret ligger hos dommerne i Strasbourg, som har gjort Den Europæiske Menneskerettighedsdomstol til de hårdkogte forbryderes beskytter. Hensynet til seriekriminelle voldsmænds ret til familieliv og sundhedsbehandling vægtes alt for ofte højere end hensynet til forbrydernes ofre og de lande, som gæstfrit har taget imod dem. Men nu er grænsen gået. Nogle mener, debatten om undlændinge i Danmark er forbi. Rasmus Stoklund viser, at den er mere nødvendig end nogensinde."